# Филимон Пеонидис
 Тази статия е за гръцкия архитект.  За гръцкия философ вижте Филимон Пеонидис (философ).  
Филимон О. Пеонидис (на гръцки: Φιλήμων Ο. Παιονίδης) е гръцки архитект, автор на много сгради в град Солун от първата половина на XX век. Работи на свободна практика и участва в изграждането на видни сгради след пожара в Солун в 1917 година, който значително променя облика на града.

## Биография
Завършва архитектура в 1919 година. Отначало работи сам и има офис на улица „Франгон“ 23 или 28. След това около 1928 година се оказва, че работи заедно с чичо си Ксенофон Пеонидис, с когото държи офис в имението „Дракулис“.
Сред забележителните сгради, проектирани от Пеонидис, са имението „Казес“ (1924), църквата „Свети Николай“ (1966), тютюневият склад на Самоуилидиос (1924), къщата на Л. Амарилиос (Οικία Λ. Αμαρίλιο, 1936) и други.